# 山东丘陵
山东丘陵（Shandong Hügelland）是中国山东省中部东部低山丘陵的总称，位于黄河以南，京杭运河以东。面积约占广义上的山东半岛的面积的70%，是由古老的结晶岩组成的断块低山丘陵。在地形上分为鲁中南山地丘陵（海拔在500至1000米）、胶北低山丘陵、胶南低山丘陵（海拔在200至500米）和胶莱谷地（海拔在20米左右）等区域。现有多处国家级自然保护区和风景名胜区。

## 鲁中南山地丘陵

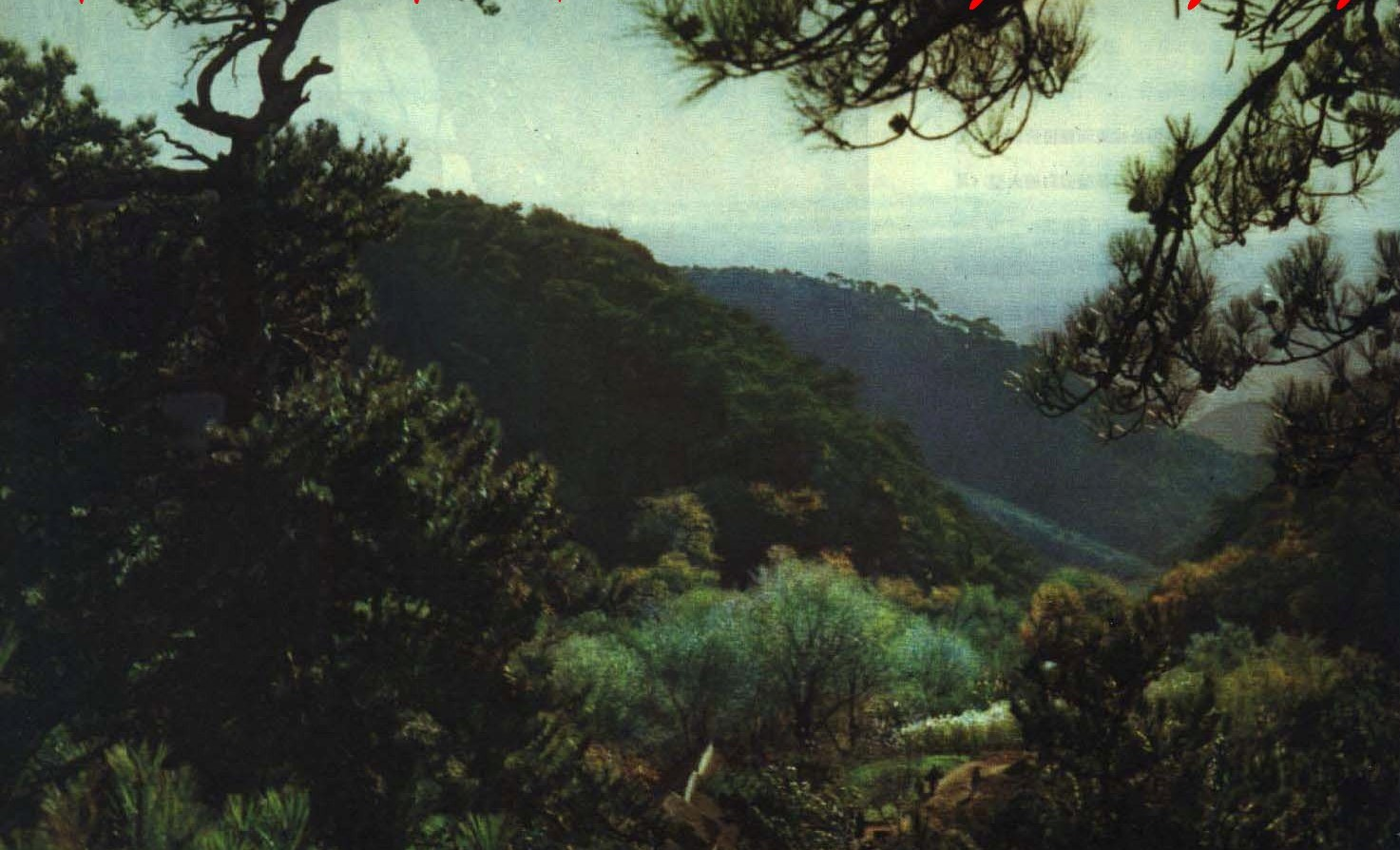
1963年沂蒙山的沂山

鲁中南山地丘陵是山东省地势最高的地区，山东省6座千米以上的山有5座位于本区。其中，泰山、鲁山、沂山、徂徕山四座偏于北部，蒙山偏于东南部。此区域山地与谷地相间分布，尼山山地—泗平费谷地—蒙山山地—羊新蒙谷地—徂徕山地—泰莱谷地—泰鲁沂山地，由南向北依次排列，大体上东西延展。平原主要分布在此区域南部，以临郯苍平原面积最大。河流水系呈辐射状分布，河流径流较丰富。泰鲁沂山地南侧河流较长，流域面积大，主要有沂河、沭河和汇入南四湖的诸河，以及汇入韩庄运河和中运河的大沙河、西泇河、东泇河等。

## 胶北低山丘陵

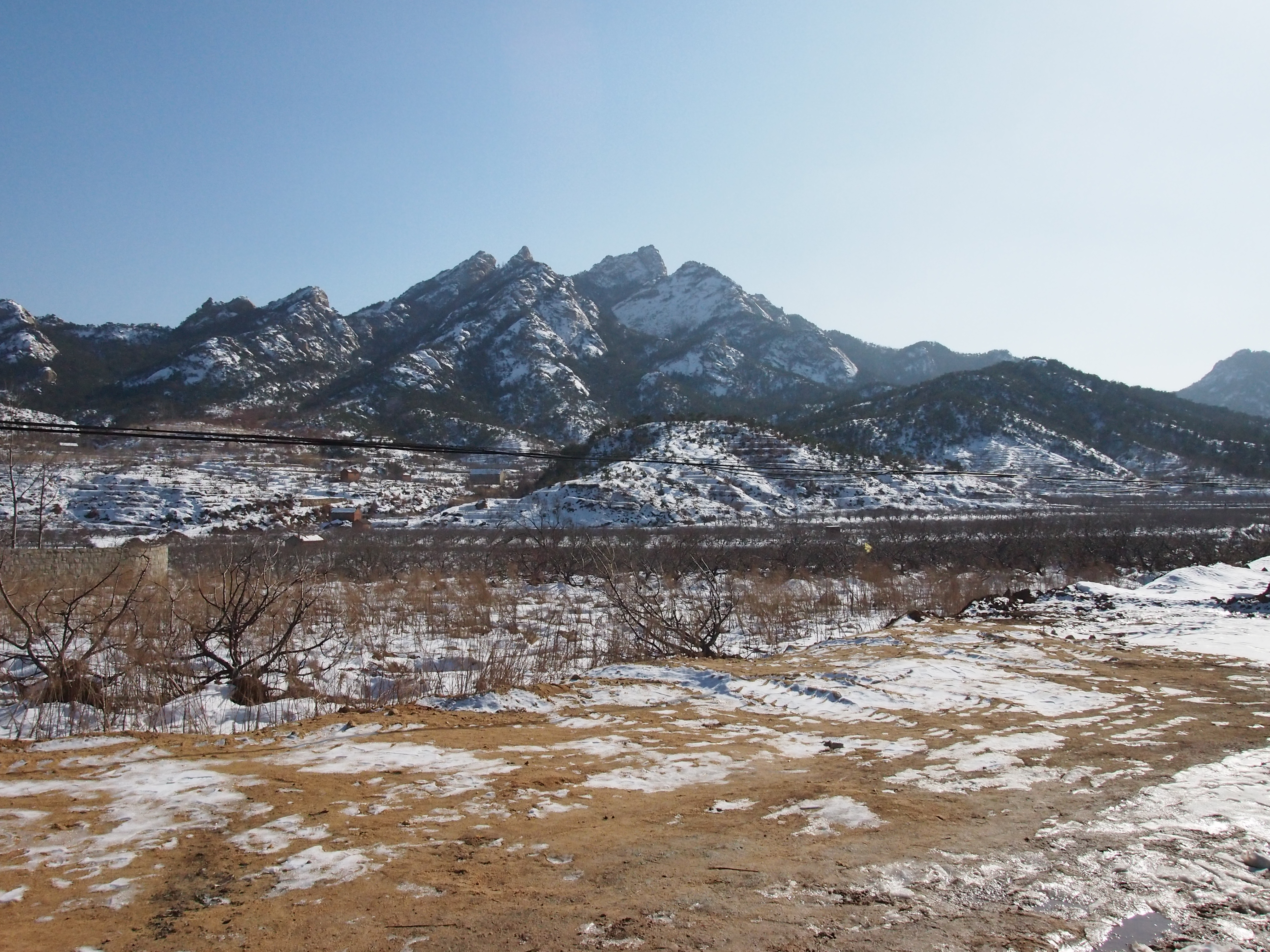
冬天的昆嵛山

胶北低山丘陵区自西向东依次排列有大泽山、罗山、艾山、牙山、昆嵛山、伟德山，近南北向展布，构成向北略突出的分水岭脊，形成胶东屋脊。地形起伏和缓，海拔多在500米以下，丘陵面积广大，剥蚀准平原景观显著，花岗岩山地广泛分布。气候属暖温带季风气候。降水集中、雨热同季，春秋短暂、冬夏较长。年平均气温为11~14度，年平均降水量一般为550~950毫米。